# Theo Vonk
Theo Vonk (Uitgeest, 16 december 1947) is een voormalig Nederlands voetbalcoach en voormalig voetballer. Hij voetbalde voor AZ'67 en FC Volendam en was als trainer onder meer verbonden aan AZ'67, FC Twente en Real Burgos.

## Carrière
Vonk was als voetballer van 1968 tot 1978 actief voor AZ'67. Hij speelde voornamelijk als voorstopper. Vonk degradeerde in 1971 met de Alkmaarders uit de eredivisie, om een jaar later direct weer te promoveren. In zijn laatste seizoen speelde Vonk nog Europees voetbal met AZ, waarna hij nog een jaar voor FC Volendam uitkwam. Nadat hij in 1979 stopte met betaald voetbal, werd hij assistent-trainer bij AZ, dat in 1981 kampioen van Nederland werd. In 1984 werd Vonk hoofdtrainer bij Sparta. Hij werd in zijn eerste seizoen vierde in de eredivisie. Na twee seizoenen werd Vonk door technisch directeur Kees Rijvers naar FC Twente gehaald. Met De Tukkers werd hij drie achtereenvolgende keren derde in de eredivisie.
Na zes seizoenen Twente werkte Vonk bij Real Burgos in Spanje, waar hij na nog geen half jaar ontslagen werd. Vervolgens was hij trainer van FC Groningen, technisch manager en trainer van AZ en trainer van Roda JC en Heracles. Van 1999 tot eind 2000 was hij manager voetbalzaken bij FC Twente. Later werkte hij als scout in Engeland (onder meer West Ham United) en als trainer in Duitsland (Eintracht Nordhorn). Sinds 2007 is hij technisch directeur en hoofdtrainer van amateurclub Sportclub Enschede. Deze club degradeerde in 2008 uit de zondag Hoofdklasse C. Sportclub Enschede speelt inmiddels 3e klasse.

## Privé
Vonk is de vader van voormalig voetballer Michel Vonk, die onder andere uitkwam voor AZ en Manchester City FC en van Britt Vonk, een softbalster uit de Nederlandse Hoofdklasse. In 2013 kreeg Vonk een beroerte tijdens de training van Sportclub Enschede.